# (18488) 1996 AY3
(18488) 1996 AY3 est un astéroïde de la ceinture principale découvert en 1996.

## Description
(18488) 1996 AY3 a été découvert le 13 janvier 1996 à Chichibu, dans la préfecture de Saitama, au Japon, par Naoto Satō et Takeshi Urata.

### Caractéristiques orbitales
L'orbite de cet astéroïde est caractérisée par un demi-grand axe de 3,18 UA, un périhélie de 2,32 UA, une excentricité de 0,27 et une inclinaison de 17,68° par rapport à l'écliptique. Du fait de ces caractéristiques, à savoir un demi-grand axe compris entre 2 et 3,2 UA et un périhélie supérieur à 1,666 UA, il est classé, selon la JPL Small-Body Database, comme objet de la ceinture principale.

### Caractéristiques physiques
(18488) 1996 AY3 a une magnitude absolue (H) de 12,1 et un albédo estimé à 0,678.